# ريكو يوشيدا
ريكو يوشيدا (باليابانية: 吉田 理保子) مواليد 24 يناير 1949 في طوكيو، اليابان، هي مؤدية أصوات يابانية بدأت نشاطها عام 1971.

## الأعمال
- هايدي
- الجائزة الكبرى
- المحقق كونان
- سيتي هانتر
- عدنان ولينا
- جنود السايبورغ
- عبقور
- فتاة المراعي
- الفتى النبيل
- أنا وأختي
- مازنجر زد
- بيل وسيباستيان
- أخي العزيز
- سالي في رحلة العجائب
- قصة حنان
- ليدي أوسكار
- رحلة العجائب
- رامي الصياد الصغير
- جريندايزر
- مسلسل صفر صفر واحد
- أكاديمية الشرطة
- المنقذون
- عائلة سيمبسون

## وصلات خارجية
- ريكو يوشيدا على موقع IMDb (الإنجليزية)
- ريكو يوشيدا على موقع ألو سيني (الفرنسية)
- ريكو يوشيدا على موقع ميوزك برينز (الإنجليزية)
- ريكو يوشيدا على موقع قاعدة بيانات الفيلم (الإنجليزية)
- ريكو يوشيدا على موقع كينوبويسك (الروسية)
- ريكو يوشيدا على موقع ANN person (الإنجليزية)